# Хармс, Герман
Герман Август Теодор Хармс (нем. Hermann August Theodor Harms или нем. Hermann Harms; 6 июля 1870, Берлин — 27 ноября 1942, Берлин) — немецкий ботаник. 

## Биография
Герман Август Теодор Хармс родился в Берлине 16 июля 1870 года. Был ботаником в Ботаническом саду Берлина. Герман Август Теодор Хармс был членом Прусской академии наук. Он внёс значительный вклад в ботанику, описав множество видов семенных растений. Герман Август Теодор Хармс умер в Берлине 27 ноября 1942 года. 

## Научная деятельность
Герман Август Теодор Хармс специализировался на семенных растениях. 

## Научные работы
- Karl Wilhelm von Dalla Torre & Hermann Harms: Genera siphonogamarum ad systema Englerianum conscripta. Leipzig: G. Engelmann, 1900—1907.
- Alfred Cogniaux & Hermann Harms: Cucurbitaceae-Cucurbiteae-Cucumerinae. Leipzig: Engelmann, 1924 (Nachdruck Weinheim 1966).